# ARNT
El gen ARNT codifica la proteína translocadora nuclear del receptor de aril hidrocarburo que forma un complejo con el receptor de aril hidrocarburo (AhR) unido al ligando y es necesario para la función del receptor. La proteína codificada también ha sido identificada como la subunidad beta de un factor de transcripción heterodimérico, el factor 1 inducible por hipoxia (HIF1). Una translocación t(1;12)(q21;p13), que da como resultado una proteína de fusión TEL-ARNT, se asocia con leucemia mieloblástica aguda. Para este gen se han descrito tres variantes empalmadas alternativamente que codifican diferentes isoformas.
El receptor de aril hidrocarburo (AhR) participa en la inducción de varias enzimas que participan en el metabolismo xenobiótico. La forma citosólica libre de ligando del receptor de aril hidrocarburo forma un complejo con la proteína de choque térmico 90. La unión del ligando, que incluye dioxinas e hidrocarburos aromáticos policíclicos, da como resultado la translocación de la subunidad de unión al ligando solo hacia  el núcleo. La inducción de enzimas implicadas en el metabolismo xenobiótico se produce mediante la unión del AhR unido al ligando a elementos sensibles a xenobióticos en los promotores de genes de estas enzimas.

## Interacciones
Se ha demostrado que el translocador nuclear del receptor de aril hidrocarburo interactúa con:

## Otras lecturas
- Haase VH (2006). «Hypoxia-inducible factors in the kidney.». Am. J. Physiol. Renal Physiol. 291 (2): F271-81. PMC 4232221. PMID 16554418. doi:10.1152/ajprenal.00071.2006.
- Reyes H, Reisz-Porszasz S, Hankinson O (1992). «Identification of the Ah receptor nuclear translocator protein (Arnt) as a component of the DNA binding form of the Ah receptor.». Science 256 (5060): 1193-5. Bibcode:1992Sci...256.1193R. PMID 1317062. S2CID 34075046. doi:10.1126/science.256.5060.1193.
- Hoffman EC, Reyes H, Chu FF, Sander F, Conley LH, Brooks BA, Hankinson O (1991). «Cloning of a factor required for activity of the Ah (dioxin) receptor.». Science 252 (5008): 954-8. Bibcode:1991Sci...252..954H. PMID 1852076. doi:10.1126/science.1852076.
- Yamaguchi Y, Kuo MT (1995). «Functional analysis of aryl hydrocarbon receptor nuclear translocator interactions with aryl hydrocarbon receptor in the yeast two-hybrid system.». Biochem. Pharmacol. 50 (8): 1295-302. PMID 7488247. doi:10.1016/0006-2952(95)02016-6.
- Wang GL, Jiang BH, Rue EA, Semenza GL (1995). «Hypoxia-inducible factor 1 is a basic-helix-loop-helix-PAS heterodimer regulated by cellular O2 tension.». Proc. Natl. Acad. Sci. U.S.A. 92 (12): 5510-4. Bibcode:1995PNAS...92.5510W. PMC 41725. PMID 7539918. doi:10.1073/pnas.92.12.5510.
- Lindebro MC, Poellinger L, Whitelaw ML (1995). «Protein-protein interaction via PAS domains: role of the PAS domain in positive and negative regulation of the bHLH/PAS dioxin receptor-Arnt transcription factor complex.». EMBO J. 14 (14): 3528-39. PMC 394421. PMID 7628454. doi:10.1002/j.1460-2075.1995.tb07359.x.
- Abbott BD, Probst MR, Perdew GH (1995). «Immunohistochemical double-staining for Ah receptor and ARNT in human embryonic palatal shelves.». Teratology 50 (5): 361-6. PMID 7716743. doi:10.1002/tera.1420500507.
- Reisz-Porszasz S, Probst MR, Fukunaga BN, Hankinson O (1994). «Identification of functional domains of the aryl hydrocarbon receptor nuclear translocator protein (ARNT).». Mol. Cell. Biol. 14 (9): 6075-86. PMC 359134. PMID 8065341. doi:10.1128/mcb.14.9.6075.
- Maruyama K, Sugano S (1994). «Oligo-capping: a simple method to replace the cap structure of eukaryotic mRNAs with oligoribonucleotides.». Gene 138 (1–2): 171-4. PMID 8125298. doi:10.1016/0378-1119(94)90802-8.
- Johnson B, Brooks BA, Heinzmann C, Diep A, Mohandas T, Sparkes RS, Reyes H, Hoffman E, Lange E, Gatti RA (1993). «The Ah receptor nuclear translocator gene (ARNT) is located on q21 of human chromosome 1 and on mouse chromosome 3 near Cf-3.». Genomics 17 (3): 592-8. PMID 8244375. doi:10.1006/geno.1993.1377.
- Whitelaw M, Pongratz I, Wilhelmsson A, Gustafsson JA, Poellinger L (1993). «Ligand-dependent recruitment of the Arnt coregulator determines DNA recognition by the dioxin receptor.». Mol. Cell. Biol. 13 (4): 2504-14. PMC 359572. PMID 8384309. doi:10.1128/MCB.13.4.2504.
- Jiang BH, Rue E, Wang GL, Roe R, Semenza GL (1996). «Dimerization, DNA binding, and transactivation properties of hypoxia-inducible factor 1.». J. Biol. Chem. 271 (30): 17771-8. PMID 8663540. doi:10.1074/jbc.271.30.17771.
- Rowlands JC, McEwan IJ, Gustafsson JA (1996). «Trans-activation by the human aryl hydrocarbon receptor and aryl hydrocarbon receptor nuclear translocator proteins: direct interactions with basal transcription factors.». Mol. Pharmacol. 50 (3): 538-48. PMID 8794892.
- Ema M, Morita M, Ikawa S, Tanaka M, Matsuda Y, Gotoh O, Saijoh Y, Fujii H, Hamada H, Kikuchi Y, Fujii-Kuriyama Y (1996). «Two new members of the murine Sim gene family are transcriptional repressors and show different expression patterns during mouse embryogenesis.». Mol. Cell. Biol. 16 (10): 5865-75. PMC 231588. PMID 8927054. doi:10.1128/MCB.16.10.5865.
- Swanson HI, ((Yang Jh)) (1997). «Mapping the protein/DNA contact sites of the Ah receptor and Ah receptor nuclear translocator.». J. Biol. Chem. 271 (49): 31657-65. PMID 8940186. doi:10.1074/jbc.271.49.31657.
- Probst MR, Fan CM, Tessier-Lavigne M, Hankinson O (1997). «Two murine homologs of the Drosophila single-minded protein that interact with the mouse aryl hydrocarbon receptor nuclear translocator protein.». J. Biol. Chem. 272 (7): 4451-7. PMID 9020169. doi:10.1074/jbc.272.7.4451.
- Hogenesch JB, Chan WK, Jackiw VH, Brown RC, Gu YZ, Pray-Grant M, Perdew GH, Bradfield CA (1997). «Characterization of a subset of the basic-helix-loop-helix-PAS superfamily that interacts with components of the dioxin signaling pathway.». J. Biol. Chem. 272 (13): 8581-93. PMID 9079689. doi:10.1074/jbc.272.13.8581.
- Carver LA, Bradfield CA (1997). «Ligand-dependent interaction of the aryl hydrocarbon receptor with a novel immunophilin homolog in vivo.». J. Biol. Chem. 272 (17): 11452-6. PMID 9111057. doi:10.1074/jbc.272.17.11452.
- Ema M, Taya S, Yokotani N, Sogawa K, Matsuda Y, Fujii-Kuriyama Y (1997). «A novel bHLH-PAS factor with close sequence similarity to hypoxia-inducible factor 1alpha regulates the VEGF expression and is potentially involved in lung and vascular development.». Proc. Natl. Acad. Sci. U.S.A. 94 (9): 4273-8. PMC 20712. PMID 9113979. doi:10.1073/pnas.94.9.4273.
- Moffett P, Reece M, Pelletier J (1997). «The murine Sim-2 gene product inhibits transcription by active repression and functional interference.». Mol. Cell. Biol. 17 (9): 4933-47. PMC 232345. PMID 9271372. doi:10.1128/mcb.17.9.4933.

- Datos: Q14905275